# Green Card (película)
Green Card es una película estadounidense conocida en español como Matrimonio por conveniencia en Argentina y Uruguay, y como Matrimonio de conveniencia en España. Es una comedia romántica que fue galardonada con los premios Globo de Oro a la mejor película y al mejor actor (Gérard Depardieu). También fue nominada para el Oscar al mejor guion.

## Argumento
Al ciudadano francés Georges Fauré (Gérard Depardieu) le han ofrecido un trabajo en los Estados Unidos, que supone para él comenzar una nueva vida. Sin embargo, necesita una «tarjeta verde» (Green Card), documento que permite a un extranjero vivir y trabajar en el país. El modo más rápido para conseguirla es casándose con una ciudadana estadounidense. Por otra parte, Brönte Parrish (Andie MacDowell) está ilusionada con alquilar un apartamento, pero solo está disponible para una pareja casada. El matrimonio de conveniencia está servido.

## Producción
Peter Weir escribió el guion pensando en Gérard Depardieu para introducirlo en el mercado americano.
A pesar de que el film está ambientado en USA, recibió unas subvenciones de la Film Finance Corporation Australia y la Union Générale Cinématographique.
El argumento del film es casi idéntico al de la película de Michel Brault Les Noces de papier (The Paper Wedding), del año 1989.

## Reparto
- Gérard Depardieu es Georges Fauré
- Andie MacDowell es Brontë Parrish
- Bebe Neuwirth es Lauren Adler
- Gregg Edelman es Phil
- Robert Prosky es el abogado
- Lois Smith es la madre
- Ann Dowd es Peggy
- Larry Wright es él mismo